# Бребина (Мехединци)
Бребина (рум. Brebina) насеље је у Румунији у жупанији Мехединци у граду Баја де Арама. Место се налази на надморској висини од 291 m.

## Становништво
Према подацима из 2002. године у насељу је живело 356 становника, од којих су сви румунске националности.